# DeRose
Luis Sérgio Álvares DeRose (Río de Janeiro, 18 de febrero de 1944), conocido simplemente como DeRose, es un educador y escritor brasileño de best sellers de difícil clasificación y conocido por el autobiográfico Cuando es preciso ser fuerte.

## Biografía
En 1960, DeRose comenzó a enseñar en la sociedad filosófica Rosacruz.
En 1964 fundó el Instituto Brasileño de Yôga.
En 1969 publicó su primer libro (Prontuário de yôga antigo), que fue elogiado por el maestro Ravi Shankar y por la maestra Chiang Sing, entre otras autoridades.
En 1975, fundó la Unión Nacional de Yôga. Esta institución promovió el movimiento de unión, la ética y el respeto mutuo entre los profesionales de esta área de enseñanza en Brasil.
En 1980 empezó a enseñar en la India, así como en Europa.
En 1982 organizó el Primer Congreso Brasileño de Yôga. También en 1982, publicó el primer libro dedicado especialmente a la orientación de Instructores, la Guia do Instrutor de Yôga, así como la primera traducción al portugués de la obra más importante del Yôga Clásico, el Yoga sūtra de Patañjali.
En 1994, celebrando 20 años de viajes a la India, fundó la Universidade de Yôga, la primera sobre yoga de Brasil, así como la Universidad Internacional de Yôga de Portugal.
En el año 2000, con motivo de los 40 años de carrera docente, se le concedió el título de Maestro de Yôga y Notorio Saber en Yôga por varias universidades: FATEA (Facultades Integradas Teresa d’Ávila, São Paulo, Brasil), Universidad Lusófona (Lisboa, Portugal), Universidad de Porto (Portugal), Universidad de Cruz Alta (Río Grande do Sul Gerais, Brasil), Universidad Estácio de Sá (Minas Gerais, Brasil), Facultades Integradas Coração de Jesus (São Paulo, Brasil), y también por la Câmara Municipal de Curitiba (Paraná, Brasil).
En 2001 recibió la Encomienda de la Orden del Mérito de Educación e Integración por la Sociedad Brasileña de Educación e Integración.
En 2003 recibió el título de Comendador por la Academia Brasileña de Arte, Cultura e Historia.
En 2004 recibió el grado de Caballero de la Orden de los Nobles Caballeros de São Paulo, reconocida por el Comando del Regimiento Caballería Nueve de Julio, de la Policía Militar del Estado de São Paulo.

## Selección de obras
- Tratado de Yôga, Yôga Shastra. São Paulo: Nobel, 2007. ISBN 978-85-213-1361-8[8]
- Yôga: Mitos e Verdades, Uni-Yôga. São Paulo, 2006. ISBN 85-213-1266-0
- A Empresa, Egrégora, Sao Paulo, 2010 ISBN 978-85-62617-30-0
- Falando Bonito, Egrégora, 2014. ISBN 978-85-62617-32-4
- Viagens à Índia dos Yôgis, Egrégora ISBN 978-85-62617-00-3
- Yôga Avanzado, Editora Unión Nacional de Yôga, ISBN 85-85504-03-X
- Coisas que a vida me ensinou, Egrégora, 2016 ISBN 978-85-62617-48-5
- Sucesso, Egrégora, 2017 ISBN 978-85-62617-44-7